# یواس‌اس بویانت (ای‌ام-۱۵۳)
یواس‌اس بویانت (ای‌ام-۱۵۳) (به انگلیسی: USS Buoyant (AM-153)) یک کشتی بود که طول آن ۱۸۴ فوت ۶ اینچ (۵۶٫۲۴ متر) بود. این کشتی در سال ۱۹۴۲ ساخته شد.